# استورا ملبی
استورا ملبی (به سوئدی: Stora Mellby) یک منطقهٔ مسکونی در سوئد است که در شهر الینگساس واقع شده‌است. استورا ملبی ۰٫۵۵ کیلومتر مربع مساحت و ۳۲۱ نفر جمعیت دارد.